# منطقة بيئية

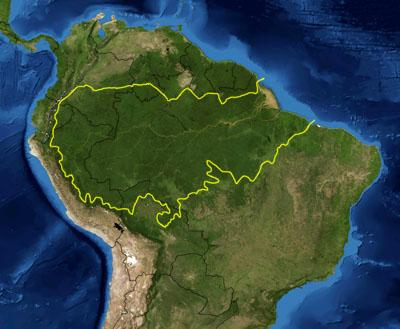
منطقة غابات الأمازون البيئية.

المنطقة البيئية هي منطقة محددة جغرافياً وبيئياً وأصغر من المنطقة البيولوجية التي بدورها أصغر من النطاق البيئي. هذه المناطق المذكورة كلها أصغر أو أكبر من النظام البيئي. تغطي المناطق البيئية مساحات واسعة نسبياً من اليابسة أو المياه، وتحتوي على تجمعات مختلفة ومميزة جغرافياً للمجموعات والأنواع الطبيعية. يختلف التنوع البيئي للحيوانات والنباتات والأنظمة البيئية التي تميز منطقة بيئية ما عن أخرى. من الناحية النظرية، تُعتبر مناطق التنوع البيولوجي أو المحميات البيئية مناطق واسعة جداً من اليابسة أو الماء حيث يظل احتمال إيجاد أصناف وتجمعات مختلفة في أي منطقة ثابتاً نسبياً ضمن نطاق تنوعي مقبول (غير محدد بدرجة كبيرة في هذه المرحلة).
توجد ثلاث نقاط يجب الانتباه إليها في كل طرق وضع الخرائط الجغرافية البيولوجية. أولاً، لا يوجد إطار عمل جغرافي بيولوجي واحد مناسب لكل المراتب التصنيفية إذ تعكس المناطق البيئية أفضل الحلول المناسبة لأكبر عدد ممكن من المراتب التصنيفية. ثانياً، نادراً ما تشكل حدود المنطقة البيئية حوافاً منحدرة، بل تربطها مناطق بيئية انتقالية ومواطن متنوعة. ثالثاً، تحتوي معظم المناطق البيئية على مواطن تختلف عن المناطق الحيوية المخصصة لها. من الممكن أن تنشأ المجالات البيئية الجغرافية من حواجز متعددة، بعضها مادي (الصفائح التكتونية والارتفاعات الطبوغرافية)، وأخرى مناخية (الاختلاف العرضي والمدى الموسمي)، وبعضها متعلق بالتركيب الكيميائي للمحيطات (كنسبة الملوحة ومستويات الأكسجين).

## التعريف والتصنيف
المنطقة البيئية هي أنماط متكررة من الأنظمة البيئية مرتبطة بمجموعات مميزة من التربة وشكل الأرض الذي يميز المنطقة. يشرح أوميرنيك (2004) هذا عن طريق تعريف المنطقة البيئية بأنها: «مناطق ذات تشابه مكاني في خصائص الظواهر الجغرافية المرتبطة مع الاختلافات في جودة وصحة وسلامة النظم البيئية». من الممكن أن تتضمن «ميزات الظواهر الجغرافية» الجيولوجيا، والجغرافيا الطبيعية، والغطاء النباتي، والمناخ، وعلم المياه، والحيوانات الأرضية والمائية، وأنواع التربة. ومن الممكن أن تتضمن أو لا تتضمن تأثيرات النشاط البشري (مثل أشكال استخدام الأراضي وتغيرات الغطاء النباتي). يوجد ارتباط مكاني معنوي ولكنه غير تام بين هذه الخصائص ما يجعل توصيف المناطق البيئية علماً غير كامل. أحد التعقيدات الأخرى هو أن الظروف المناخية داخل حدود منطقة بيئية ما قد تتغير تدريجياً بشكل كبير. على سبيل المثال، تحوّل الغابة المرجية في الغرب الأوسط للولايات المتحدة الذي جعل تحديد الحد الفاصل بدقة أمراً صعباً. تدعى مناطق متحولة كهذه بالمناطق البيئية الانتقالية.
يمكن تصنيف المناطق البيئية باتباع منهج خوارزمي أو منهج «رجحان الدليل» الشامل فقد تتنوع أهمية عوامل عديدة. أحد الأمثلة عن المنهج الخوارزمي هو عمل روبرت بيلي لصالح دائرة الغابات في الولايات المتحدة الذي يستخدم تصنيفاً هرمياً يقسم الأراضي أولاً إلى مناطق كبيرة جداً اعتماداً على عوامل مناخية، ومن ثم يقسم هذه المناطق اعتماداً على الغطاء النباتي المسيطر المحتمل أولاً، ومن ثم على علم شكل الأرض وخواص التربة. يتجلى منهج رجحان الدليل بعمل جيمس أوميرنيك مع وكالة حماية البيئة الأميركية الذي اعتُمد (بعد التعديل) في شمال أميركا من قبل لجنة التعاون البيئي.

من الممكن أن يؤثر الهدف المرجو من تحديد المنطقة البيئية على الطريقة المستخدمة. على سبيل المثال، طُورت المناطق البيئية التابعة للصندوق العالمي للطبيعة للمساعدة على تخطيط حماية التنوع البيولوجي والتركيز بشكل أكبر من أنظمة أوميرنيك وبيلي على الاختلافات النباتية والحيوانية من منطقة إلى أخرى. يُعرّف تصنيف الصندوق العالمي للطبيعة المنطقة البيئية على أنها:
منطقة واسعة من اليابسة أو المياه تحتوي على مجموعة متميزة جغرافياً من التجمعات الطبيعية التي:
أ)  تتشارك أغلبية كبيرة من أصنافها وديناميكياتها البيئية.
ب)  تتشارك شروطاً بيئية متشابهة.

ج)  تتفاعل بيئياً بطرق ضرورية لاستمرارها على المدى الطويل.
وفقاً للصندوق العالمي للطبيعة، تشبه حدود المناطق البيئية إلى حد ما المحتوى الأصلي للتجمعات الطبيعية قبل أي اضطرابات أو تغيرات رئيسية حدثت مؤخراً. حدد الصندوق العالمي للطبيعة 867 منطقة بيئية أرضية، وحوالي 450 منطقة بيئية مائية عذبة على سطح الأرض.

## الأهمية
استخدام مصطلح المنطقة البيئية هو نتيجة للاهتمام المتزايد في الأنظمة البيئية ووظائفها. وعلى وجه الخصوص، هناك وعي في ما يخص القضايا المتعلقة بالنطاق المكاني في دراسة إدارة المناظر الطبيعية. من المعروف على نطاق واسع أن الأنظمة البيئية المترابطة تندمج لتشكل كُلاً «أكبر من مجموع أجزائه». توجد محاولات عديدة للاستجابة إلى الأنظمة البيئية بطريقة متكاملة لتحقيق مناظر طبيعية «متعددة الوظائف»، ويستخدم أصحاب المصالح من الباحثين الزراعيين والمحافظين على البيئة على اختلافهم «المنطقة البيئية» كوحدة للتحليل.
قائمة غلوبال 200 هي قائمة تضم المناطق البيئية التي حددها الصندوق العالمي للطبيعة كأولويات تجب حمايتها.
تؤكد الحركات المرتبطة بالبيئة كالمناطق الإحيائية أن المناطق البيئية -بدلاً من الحدود السياسية الموضوعة بشكل اعتباطي- توفر أساساً أفضل لتشكيل وإدارة التجمعات البشرية، وقدمت المناطق البيئية والمستجمعات المائية على أنها أساس مبادرات الديمقراطية البيولوجية.

## المناطق البيئية الأرضية
المناطق البيئية الأرضية هي مناطق بيئية برية وتختلف في ذلك عن المناطق البيئية البحرية أو تلك في المياه العذبة. في هذا السياق، استُخدمت كلمة أرضية لتعني «برية» (تربة وصخور)، أكثر من معناها العام «الكرة الأرضية» (الذي يتضمن اليابسة والمحيطات).
يقسم علماء البيئة في الصندوق العالمي للحياة البرية سطح الأرض إلى 8 نطاقات بيئية تحتوي على 867 منطقة بيئية أرضية أصغر. جهود الصندوق العالمي للحياة البرية هي مجموعة من جهود سابقة لتحديد وتصنيف المناطق البيئية. يعتبر عديدون أن هذا التصنيف حاسم للغاية، ويقدمه آخرون على أنه حدود ثابتة لمبادرات الديمقراطية البيولوجية.
تتبع النطاقات البيئية البرية الثمانية الحدود النباتية والحيوانية الرئيسية التي حددها علماء النبات والحيوان والتي تفصل التجمعات النباتية والحيوانية العالمية الرئيسية. تتبع حدود النطاقات البيئية بشكل عام الحدود القارية، أو الحواجز الرئيسية لتوزع النباتات والحيوانات مثل جبال الهيمالايا والصحراء الكبرى. عادة ما تكون حدود المناطق البيئية غير حاسمة أو منظمة بشكل جيد وتكون موضع خلاف أكبر.
تُصنف المناطق البيئية تبعاً لنوع المناطق الإحيائية وهي تجمعات النباتات العالمية الرئيسية التي تحددها الهطولات المطرية والمناخ. تتميز الغابات والأراضي العشبية (مثل السافانا والشجيرات)، والصحارى (من ضمنها أراضي الشجيرات القاحلة) بالمناخ (المناخ الاستوائي وشبه الاستوائي مقابل المناخ الشمالي)، وبالنسبة إلى الغابات سواء كانت أشجارها صنوبرية بشكل رئيسي (عاريات البذور)، أو عريضة الأوراق بشكل رئيسي (كاسيات البذور) أو مختلطة (عريضة الأوراق وصنوبرية). تستضيف مناطق إحيائية مثل الغابات المتوسطية والغابات والحرجة والتندرا والأيكة الساحلية تجمعات بيئية مميزة وتُعرف بكونها مناطق إحيائية مميزة أيضاً.